# Nationalisme intégral
 (novembre 2018).
Améliorez-le ou discutez des points à vérifier. 

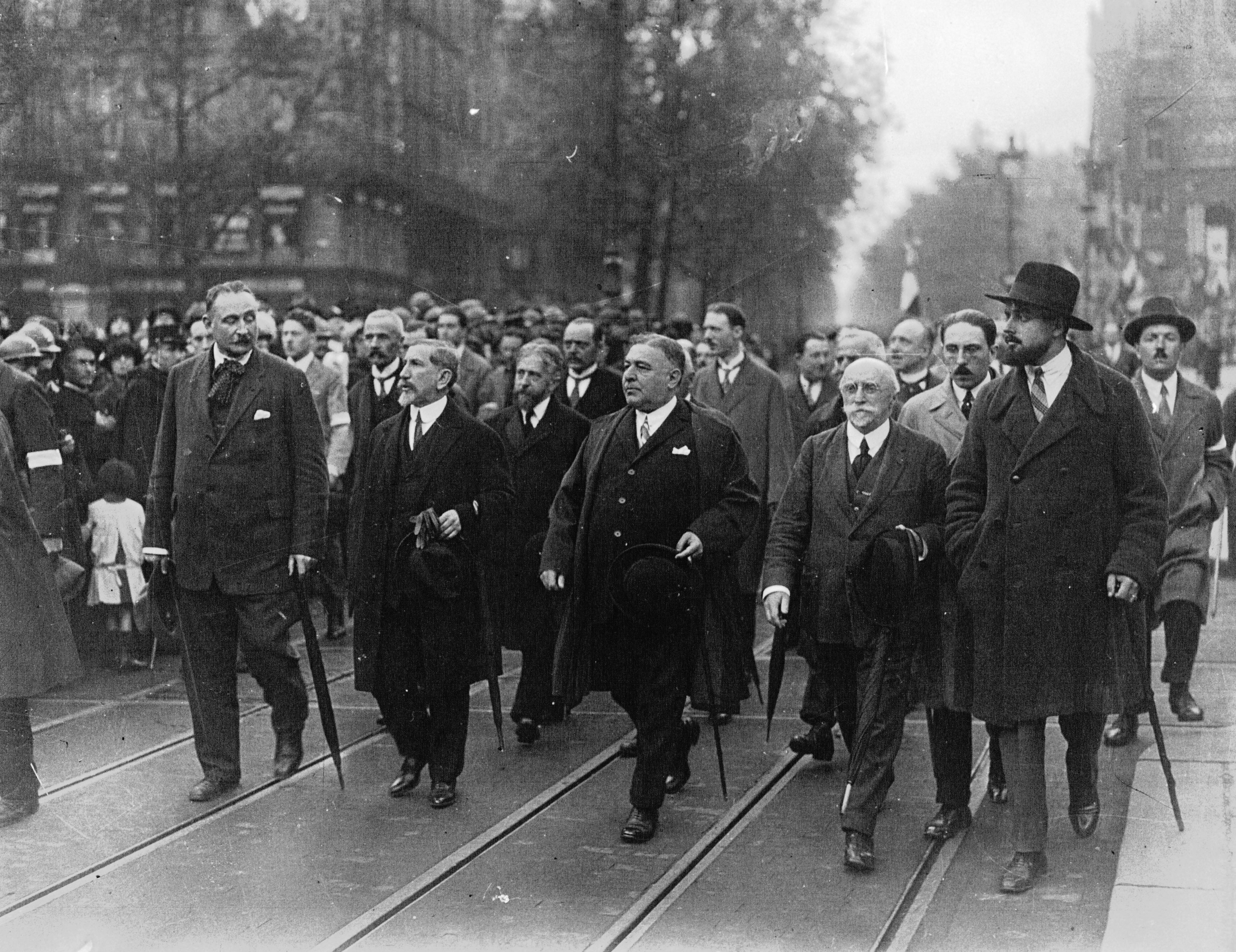
Les dirigeants de l'Action française défilant lors de la fête de Jeanne d'Arc, le 8 mai 1927.

Le nationalisme intégral, souvent désigné comme maurrassisme, est une idéologie politique théorisée par Charles Maurras au début du XXe siècle. Il s'est principalement exprimé dans les cercles royalistes de l'Action française. La base de cette doctrine repose sur l'unité de la société.

## La doctrine du nationalisme intégral

### Fondements du nationalisme intégral

#### Un constat de décadence

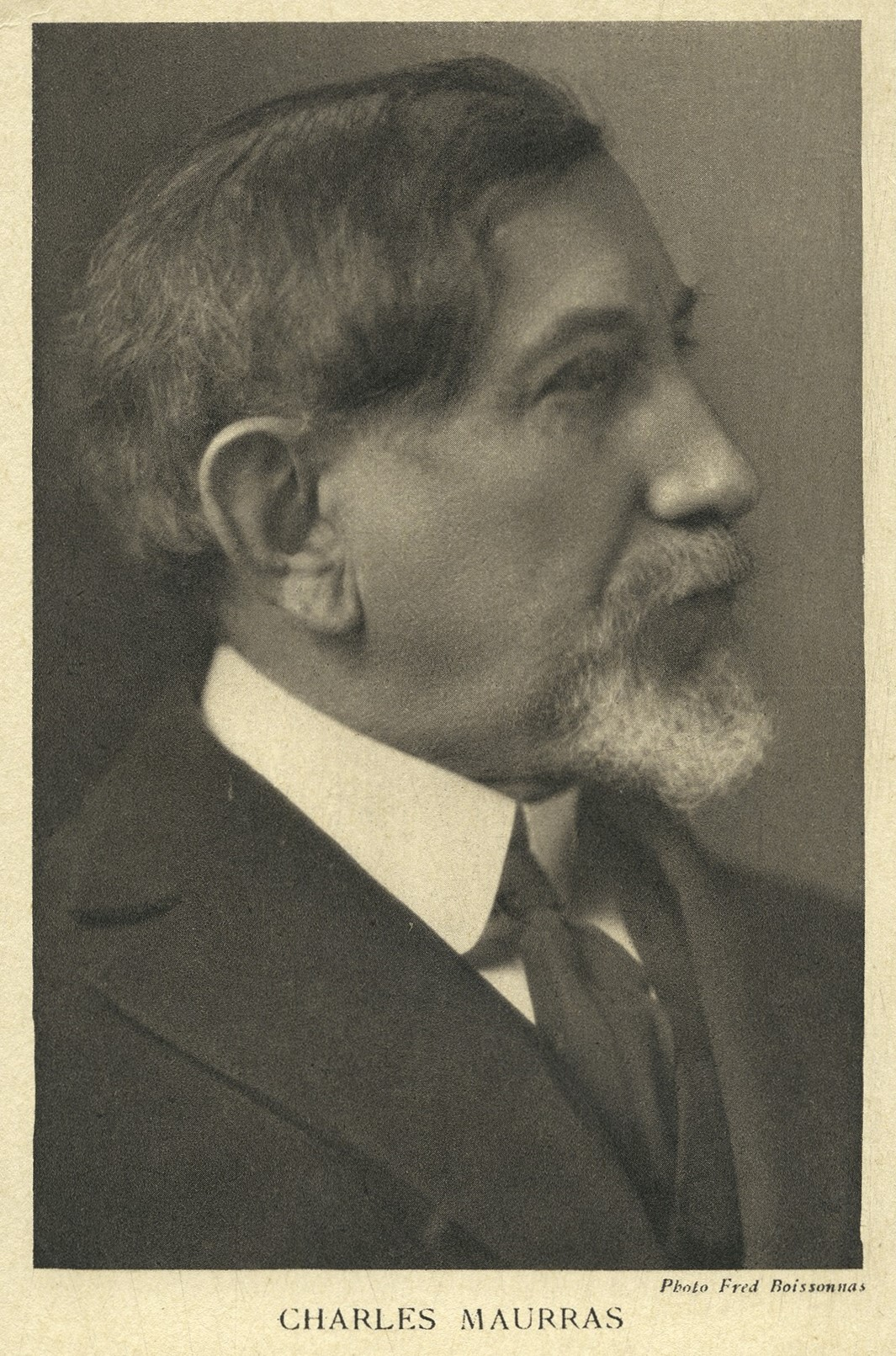
Charles Maurras, théoricien du nationalisme intégral.

Le nationalisme intégral a pour ambition d'être une doctrine contre-révolutionnaire, et censée assurer la cohésion de la France et sa grandeur. Elle part d'un mot d'ordre : « Politique d'abord », d'un postulat : le patriotisme, que la Révolution aurait effacé au profit du nationalisme, et d'un constat : la société française de la fin du XIXe siècle est minée par la décadence et la corruption. Selon lui, ces maux remontent principalement à la Révolution française, et atteignent leur paroxysme dans l'affaire Dreyfus. Les influences philosophiques dont se réclame Charles Maurras vont de Platon et Aristote à Joseph de Maistre en passant par Dante, Thomas d'Aquin et Auguste Comte. Ses influences historiques vont de Sainte-Beuve à Fustel de Coulanges en passant par Taine et Ernest Renan.
Pour Maurras, le coupable est l'esprit révolutionnaire et romantique, véhiculé par les forces libérales que furent selon lui à cette époque les quatre « États confédérés » qu'il avait définis en 1949 dans Pour un jeune Français, à savoir : les juifs, les protestants, les francs-maçons, et les étrangers (que Maurras appelle « métèques »). Ces états confédérés représentent l'anti-France, ils ne peuvent en aucun cas faire partie de la nation française.

#### L'Ordre: raison, classicisme, autorité et libertés
Le nationalisme intégral semble naître d'un désir d'ordre chez le jeune Charles Maurras. Sur le plan philosophique, ce désir d'ordre entraîne un attachement inconditionnel à la raison, et sur le plan artistique, à la défense du classicisme contre les « débordements » des sens du romantisme.
Sur le plan politique, il implique la recherche d'un régime d'autorité. Mais chez Maurras, poète régionaliste provençal, l'autorité doit se concilier avec le respect des libertés locales. Une équation qui ne trouve selon lui sa résolution que dans le système monarchique. Maurras devient donc un royaliste de raison en 1896.
Plus précisément, sur le plan politique, pour assurer la cohésion nationale, le maurrassisme repose sur trois piliers :
- l'exclusion de l'État des quatre « États confédérés » et l'exaltation de l'intérêt national (« La France seule ») ;
- la mise en place d'institutions devant garantir simultanément les libertés locales du « pays réel » et le maintien de l'unité nationale, c'est-à-dire pour lui la monarchie ;
- le magistère de l'Église catholique romaine en tant que ciment unificateur, facteur et modèle d'ordre, tant politique que moral.

#### Inégalité, justice et démocratie
Dans l'avant-propos de son ouvrage Mes idées politiques, Charles Maurras entend définir le domaine au sein duquel la notion de justice a un sens car pour lui de nombreuses erreurs politiques procèdent d'une extension abusive de ce domaine : « L'erreur est de parler justice qui est vertu ou discipline des volontés, à propos de ces arrangements qui sont supérieurs (ou inférieurs) à toute convention volontaire des hommes. Quand le portefaix de la chanson marseillaise se plaint de n'être pas sorti des braies d'un négociant ou d'un baron, sur qui va peser son reproche ? À qui peut aller son grief ? Dieu est trop haut, et la Nature indifférente. Le même garçon aurait raison de se plaindre de n'avoir pas reçu le dû de son travail ou de subir quelque loi qui l'en dépouille ou qui l'empêche de le gagner. Telle est la zone où ce grand nom de justice a un sens ».
Pour Maurras, l'inégalité peut être bienfaisante en ce qu'elle permet une répartition protectrice des rôles et il doit s'agir pour l'État non soumis à la démagogie de les organiser au bénéfice de tous ; il est vain de vouloir supprimer les inégalités, cela est même dangereux du fait des effets secondaires pires que le mal que l'on prétend résoudre :

« Les iniquités à poursuivre, à châtier, à réprimer, sont fabriquées par la main de l'homme, et c'est sur elles que s'exerce le rôle normal d'un État politique dans une société qu'il veut juste. Et, bien qu'il ait, certes, lui, État, à observer les devoirs de la justice dans l'exercice de chacune de ses fonctions, ce n'est point par justice, mais en raison d'autres obligations qu'il doit viser, dans la faible mesure de ses pouvoirs, à modérer et à régler le jeu des forces individuelles ou collectives qui lui sont confiées. Mais il ne peut gérer l'intérêt public qu'à la condition d'utiliser avec une passion lucide les ressorts variés de la nature sociale, tels qu'ils sont, tels qu'ils jouent, tels qu'ils rendent service. L'État doit se garder de prétendre à la tâche impossible de les réviser et de les changer ; c'est un mauvais prétexte que la « justice sociale » : elle est le petit nom de l'égalité. L'État politique doit éviter de s'attaquer aux infrastructures de l'état social qu'il ne peut pas atteindre et qu'il n'atteindra pas, mais contre lesquelles ses entreprises imbéciles peuvent causer de généreuses blessures à ses sujets et à lui-même. Les griefs imaginaires élevés, au nom de l'égalité, contre une Nature des choses parfaitement irresponsable ont l'effet régulier de faire perdre de vue les torts, réels ceux-là, de responsables criminels : pillards, escrocs et flibustiers, qui sont les profiteurs de toutes les révolutions. […] Quant aux biens imaginaires attendus de l'Égalité, ils feront souffrir tout le monde. La démocratie, en les promettant, ne parvient qu'à priver injustement le corps social des biens réels qui sortiraient, je ne dis pas du libre jeu, mais du bon usage des inégalités naturelles pour le profit et pour le progrès de chacun. »

Maurras voit dans la république démocratique un régime démesuré où la démagogie égalitaire inspirée par une fausse conception de la justice fragilise les murailles de la cité et finit par emporter les degrés de la civilisation. Dans la démocratie, Maurras discerne un régime entropique d’élimination de la polis à laquelle se substitue une société amorphe d'individus égaux et épars, point sur lequel il rejoint Tocqueville. « Prise en fait la démocratie c'est le mal, la démocratie c'est la mort. Le gouvernement du nombre tend à la désorganisation du pays. Il détruit par nécessité tout ce qui le tempère, tout ce qui diffère de soi : religion, famille, tradition, classes, organisation de tout genre. Toute démocratie isole et étiole l'individu, développe l’État au-delà de la sphère qui est propre à l’État. Mais dans la Sphère où l’État devrait être roi, elle lui enlève le ressort, l'énergie, même l’existence. […] Nous n'avons plus d’État, nous n'avons que des administrations ».
Maurras ne rejette pas le suffrage universel, il invite ses lecteurs à ne pas être des émigrés de l'intérieur et à jouer le rôle des institutions et du suffrage universel qu’il s’agit non de supprimer mais de le rendre exact et utile en en changeant la compétence : ne pas diriger la nation mais la représenter. Abolir la République au sommet de l’État et l’établir où elle n’est pas, dans les états professionnels, municipaux et régionaux. Maurras demande à ses lecteurs de jouer au maximum le jeu des institutions, il faut voter à toutes les élections : le mot d'ordre est celui du moindre mal.

### Caractéristiques du nationalisme intégral

#### Un nationalisme positiviste
Pour Maurras, seule la raison peut ordonner le monde et la raison implique que les idées doivent s'incliner face au réel.
En contraste avec Maurice Barrès, théoricien d'une sorte de nationalisme romantique basé sur l'ego, Maurras prétendait baser sa conception du nationalisme sur la raison plus que sur les sentiments, sur la loyauté et sur la foi. Mais Maurras exaltera la pensée de Maurice Barrès en ce que celle-ci est le fruit d'une évolution profonde ; partant des doutes et des confusions du moi, elle prit peu à peu conscience de la nation, de la tradition et de la sociabilité, qui la déterminent et l'élèvent : le culte du moi aboutit à une piété du nous.
Le nationalisme intégral veut retrouver les lois naturelles par l'observation des faits et par l'expérience historique même s'il ne saurait contredire les justifications métaphysiques qui en constituent pour les chrétiens le vrai fondement ; car le positivisme, pour l'Action française, n'était nullement une doctrine d'explication mais seulement une méthode de constatation ; c'est en constatant que la monarchie héréditaire était le régime le plus conforme aux conditions naturelles, historiques, géographiques, psychologiques de la France que Maurras était devenu monarchiste : « Les lois naturelles existent, écrivait-il ; un croyant doit donc considérer l'oubli de ces lois comme une négligence impie. Il les respecte d'autant plus qu'il les nomme l'ouvrage d'une Providence et d'une bonté éternelles ».
La nation est pour Maurras une réalité avant d'être une idée ; il s'agit de dissocier le mot nation de son acception révolutionnaire : « L'idée de nation n'est pas une nuée ; elle est la représentation en termes abstraits d'une forte réalité. La nation est le plus vaste des cercles communautaires qui soient (au temporel) solides et complets. Brisez-le et vous dénudez l'individu. Il perdra toute sa défense, tous ses appuis tous ses concours ». L'importance du fait dans la conception positiviste fonde le lien entre nationalisme intégral et positivisme.
Le nationalisme maurrassien se veut un réalisme opposé aux « idéalismes naïfs » et « utopies internationalistes » qui par leur irréalisme sont des pourvoyeurs de cimetières.
Dans la lignée du positivisme, Charles Maurras considère que l'organisation et les institutions de la société doivent être le fruit de la sélection opérée par les siècles, l'empirisme organisateur étant considéré comme plus efficace, car adapté à chaque situation nationale, que l'application de théories idéalistes. La monarchie fait partie de ces institutions, nécessaire notamment pour freiner les rivalités franco-françaises.
La confiance mise dans les institutions forgées par le temps conduit Charles Maurras à distinguer le « pays réel », enraciné dans les réalités de la vie (la région, le travail, les métiers, la paroisse, la famille) du « pays légal » (les institutions républicaines), selon lui artificiellement superposé au « pays réel. » Une notion qui reprend également les thèmes organicistes de la tradition politique catholique.

#### Un nationalisme contre-révolutionnaire
Le nationalisme de Charles Maurras contrairement à celui de Péguy qui assume l'ensemble de la tradition française, ou à celui de Barrès qui ne récuse pas l'héritage de la Révolution, rejette l'héritage de 1789. En effet, le nationalisme intégral rejette tout principe démocratique, jugé contraire à l’« inégalité protectrice », et critique les conséquences de la Révolution française. Ainsi Charles Maurras prône le retour à une monarchie traditionnelle, héréditaire, antiparlementaire et décentralisée. Le nationalisme de Maurras se veut intégral en ce que la monarchie fait partie selon lui de l'essence de la nation et de la tradition françaises. Maurras rejette le nationalisme de Paul Déroulède et son égalitarisme mystique, ancré sur les images de l'An II et 1848. Le royalisme est le nationalisme intégral car sans roi, tout ce que veulent conserver les nationalistes s'affaiblira d'abord et périra ensuite.
Charles Maurras était hanté par l'idée de « décadence », partiellement inspirée par ses lectures d'Hippolyte Taine et d'Ernest Renan. Comme ces derniers, il pensait ainsi que la décadence de la France trouvait son origine dans la Révolution de 1789 ; la Révolution française, écrivait-il dans L’Observateur, était objectivement négative et destructive par les massacres, les guerres, la terreur, l'instabilité politique, le désordre international, la destruction du patrimoine artistique et culturel dont elle fut la cause.
L'origine de la Révolution se trouve selon lui dans les Lumières et à la Réforme ; il décrivait la source du mal comme étant « des idées suisses », une référence à la nation adoptive de Calvin et la patrie de Jean-Jacques Rousseau. Ce dernier incarnait la rupture avec le classicisme que Maurras considérait comme l'expression du génie grec et latin, ce qui se ressent nettement dans ses recueils de poèmes, notamment La Musique intérieure et La Balance intérieure. La critique du protestantisme est un thème récurrent de ses écrits : ainsi quand il définit la notion de Civilisation et son principe dans ses Œuvres Capitales, il affirme que la Réforme a eu pour effet le recul de la Civilisation. Il ajoutait que « la Révolution n'était que l'œuvre de la Réforme » en ce que l'« esprit protestant » symbolise selon lui l'individualisme exacerbé, destructeur du lien social et politique, tel qu'Auguste Comte le décrit et le condamne. Il y aura toutefois une composante protestante à l'Action française dont Jacques Delebecque et Henri Boegner sont les plus connus. Maurras tempèrera son antiprotestantisme par la suite et se livrera, à la mort du géographe protestant Onésime Reclus, à son panégyrique, regrettant sa rencontre manquée avec lui.
Pour Maurras, la Révolution française avait contribué à instaurer le règne de l'étranger et de l'« Anti-France », qu'il définissait comme « les quatre États confédérés des Protestants, Juifs, Francs-maçons, et métèques ». En effet, pour lui, Protestants, Juifs et Francs-maçons étaient comme des « étrangers internes » dont les intérêts en tant que communautés influentes ne coïncidaient pas avec ceux de la France.
La pensée de Maurras est également caractérisée par un militantisme antimaçonnique. À propos de la franc-maçonnerie, il écrit dans son Dictionnaire politique et critique : « Si la franc-maçonnerie était jadis un esprit, d’ailleurs absurde, une pensée, d’ailleurs erronée, une propagande, d’ailleurs funeste, pour un corps d’idées désintéressées ; n’est aujourd'hui plus animé ni soutenu que par la communauté des ambitions grégaires et des appétits individuels ».
Maurras pensait ainsi que la Réforme, les Lumières, et la Révolution française ont eu pour effet l'invasion de la philosophie individualiste dans la cité française. Les citoyens la composant se préoccupant, d'après Maurras, avant tout de leur sort personnel avant de s'émouvoir de l'intérêt commun, celui de la nation. Il croyait alors que cette préoccupation individualiste et antinationale était la cause d'effets indésirables sur la France ; la démocratie et le libéralisme ne faisant qu'empirer les choses.

#### Un nationalisme décentralisateur
Maurras est un adversaire de la centralisation, il fustige une « centralisation excessive », et décrit un État centralisateur « négligeant des grandes affaires et trop soucieux des petites » qui « pousse la France à l’anarchisme et la détache de toute idée de patrie ». Pour Maurras, qui critique l’assujettissement des collectivités locales à l’État central, la décentralisation est « une très belle chose sous un très méchant mot ».
Maurras estime que la centralisation, qui a pour conséquence l’étatisme et la bureaucratie (rejoignant ainsi les idées de Proudhon), est inhérente au régime démocratique. Il affirme que les républiques ne durent que par la centralisation, seules les monarchies étant assez fortes pour décentraliser. Maurras dénonce l'utilisation insidieuse du mot décentralisation par l'État, qui lui permet de déconcentrer son pouvoir tout en se donnant un prestige de liberté. Ainsi, il prend l'exemple des universités créées hors de Paris restant sous la coupe de l'état central.
Comme Barrès, Maurras exalte la vie locale comme la condition même du fait politique et du civisme, annihilée ou atrophiée par la centralisation : c'est par le biais décentralisateur et fédéraliste, par la défense des traditions locales que doit s'effectuer le passage d'un nationalisme jacobin, égalitaire et étatiste, à un nationalisme historique et patrimonial appuyé sur les diversités de la nation française, hostile à l'emprise de l'État central : « Il n'est guère enviable d'être mené comme un troupeau, à coup de règlements généraux, de circulaires contradictoires, ni d'être une organisation toute militaire ». Pour Maurras, il faut refonder l'État, un État véritable : « l'État redevenu la Fédération des régions autonomes, la région, la province redevenues une Fédération de communes ; et la commune, enfin, premier centre et berceau de la vie sociale ». Pour Maurras, il ne s'agit pas de faire revivre les anciennes provinces de l'Ancien Régime car leur découpage a varié d'un siècle à l'autre par l'effet des traités, des donations, des mariages, des coutumes du droit féodal, mais de réfléchir au projet de création de régions épousant les désirs de la nature, ses vœux, ses tendances. 
La réflexion institutionnelle de Maurras doit également beaucoup à son fédéralisme originel et à son appartenance au mouvement régionaliste provençal des Félibriges de Mistral. Il voyait dans la monarchie la clé de voûte de la décentralisation. En effet, il estimait que, contrairement à l'administration centralisée de la République napoléonienne contrainte à des recours au « corset de fer », l'attachement direct du peuple à l'autorité symbolique du souverain et le ciment moral de l'Église catholique étaient des forces unificatrices suffisantes pour assurer l'unité nationale dans un système politique largement décentralisé. Il résume cette vision politique par la formule : « l'autorité en haut, les libertés en bas ».

#### Un nationalisme social
En dépit de l'appui mesuré et prudent qu'il donna au Cercle Proudhon, cercle d'intellectuels lancé par de jeunes monarchistes hostiles au capitalisme libéral et appelant à l’union avec le courant syndicaliste révolutionnaire inspiré par Georges Sorel, Charles Maurras défendit une politique sociale plus proche de celle de René de La Tour du Pin ; Maurras ne fait pas comme Georges Sorel et Édouard Berth le procès systématique de la bourgeoisie où il voit un appui possible. À la lutte des classes, Maurras préfère opposer, comme en Angleterre, une forme de solidarité nationale dont le roi peut constituer la clef de voûte.
À l'opposé d'une politique de masse, il aspire à l'épanouissement de corps intermédiaires librement organisés et non étatiques, l'égoïsme de chacun tournant au bénéfice de tous. Les thèmes sociaux que traite Charles Maurras sont en concordance avec le catholicisme social et avec le magistère de l’Église tout en relevant également d'une stratégie politique pour arracher à la gauche son emprise sur la classe ouvrière.
Comme l'Action française, le cercle Proudhon est décentralisateur et fédéraliste ; insiste sur le rôle de la raison et de l'empirisme ; et rejette l'irrationalisme, le jeunisme, le populisme, et l'intégration des masses dans la vie nationale qui caractérisent les ambitions du fascisme italien, gonflé par les conséquences sociales de la guerre. Maurras veilla cependant à ce que le cercle Proudhon ne soit pas intégré à l'Action française et rejetait en effet le juridisme contractualiste de Proudhon, qui représente pour lui un point de départ plutôt qu'une conclusion : « Je ne dirai jamais : lisez Proudhon à qui a débuté par la doctrine réaliste et traditionnelle, mais je n'hésiterai pas à donner ce conseil à quiconque ayant connu les nuées de l'économie libérale ou collectiviste, ayant posé en termes juridiques ou métaphysiques le problème de la structure sociale, a besoin de retrouver les choses vivantes sous les signes sophistiqués ou sophistiqueurs ! Il y a dans Proudhon un fort goût des réalités qui peut éclairer bien des hommes ».

#### Un nationalisme non expansionniste
Maurras est hostile à l'expansion coloniale impulsée par les gouvernements républicains qui détourne de la Revanche contre l'Allemagne et disperse ses forces ; de plus, il est hostile à la politique jacobine et républicaine d'assimilation qui vise à imposer la culture française à des peuples ayant leur propre culture. Comme Lyautey, il pense qu'il faut faire aimer la France et non imposer la culture française au nom d'un universalisme abstrait.
Cette dernière conception attire à lui des faveurs dans les élites des peuples colonisés ; ainsi, Ferhat Abbas, est d’abord un algérien maurrassien : il est le fondateur de L’Action algérienne, organe se réclamant du nationalisme intégral et se battant pour l’adoption de propositions concrètes : toutes vont dans le sens de la démocratie locale et organisée, la seule forme de démocratie pour laquelle Maurras militait, parce que d’après lui, elle est la seule vraiment réelle : autonomie des corporations indigènes locales et régionales, autonomie en matière de réglementation sociale et économique, suffrage universel dans les élections municipales, large représentation de corporations, des communes, des notables et chefs indigènes, constituant une assemblée auprès du gouvernement français : « En 1920, Abbas écrit, les hommes de ma génération avaient vingt ans, personnellement je me mis à penser que l’Algérie ressemblait à la France d’ancien régime à la veille de 1789. Il n’y a rien dans le Livre saint qui puisse empêcher un Algérien musulman d’être nationalement un Français […] au cœur loyal conscient de sa solidarité nationale ». Parmi l’élite musulmane d’Algérie, Ferhat Abbas n'est pas le seul soutien de l’Action française : on compte parmi eux Hachemi Cherief, qui sera plus tard le conseiller juridique de Mohammed V et l’avocat de Ben Bella, ainsi que des Kabyles, gênés par la prépondérance arabe et attirés par la vision décentralisatrice de Charles Maurras.
S'il fut hostile à l'expansion coloniale, Maurras fut ensuite hostile à la liquidation brutale de l'empire colonial français après la Seconde Guerre mondiale, préjudiciable selon lui autant aux intérêts de la France qu'à ceux des peuples colonisés.

#### Un nationalisme non raciste mais xénophobe
La théorie nationale de Maurras rejette le messianisme et l'ethnocisme que l'on retrouve chez les nationalistes allemands héritiers de Fichte. La nation qu'il décrit correspond à l'acception politique et historique de Renan dans Qu'est-ce qu'une nation ?, aux hiérarchies vivantes que Taine décrit dans Les Origines de la France contemporaine, aux amitiés décrites par Bossuet.
Maurras dénonce le racisme depuis le début de son activité politique : « Nous ne pouvions manquer, ici d’être particulièrement sensibles : le racisme est notre vieil ennemi intellectuel ; dès 1900, ses maîtres français et anglais, Gobineau, Vacher de Lapouge, Houston Chamberlain, avaient été fortement signalés par nous à la défiance des esprits sérieux et des nationalistes sincères ». Charles Maurras écrit en 1933 : « Nous ne croyons pas aux nigauderies du racisme ». Maurras traite de « basses sottises » les idées de Arthur de Gobineau et de Georges Vacher de Lapouge et rappelle : « J'ai, pour mon compte, toujours pris garde de séparer les réflexions sur l'hérédité politique et économique d'avec les généralisations vagues, aventureuses et captieuses sur la stricte hérédité physiologique ». Pour Maurras : « Nous sommes des nationalistes. Nous ne sommes pas des nationalistes allemands. Nous n'avons aucune doctrine qui nous soit commune avec eux. Toutes les falsifications, tous les abus de textes peuvent être tentés : on ne fera pas de nous des racistes ou des gobinistes ».
Le nationalisme de Maurras est héritier de Fustel de Coulanges et de Renan, historique et politique, on n'y trouve « ni linguisticisme, ni racisme : politique d’abord ! […] Entre tous, l’élément biologique est le plus faiblement considéré et le moins sérieusement déterminé. Dès lors, ces déterminations vagues d’une part, ces faibles déterminations d’autre part, ne peuvent porter qu’un effet : l’exaltation des fanatismes d’où sortent les exagérations que le Vatican dénonçait l’autre jour, et l’encouragement aux méprises et aux malentendus ».
L'hostilité au racisme n'empêche pas le nationalisme intégral d'être germanophobe et antisémite mais cette germanophobie et cet antisémitisme se veulent historiques et politiques et non biologiques.

#### Un nationalisme germanophobe
Le nationalisme de Charles Maurras est fondamentalement germanophobe ; Maurras, comme Fustel de Coulanges, était très hostile à l'idée de l'origine franque de la noblesse française et à la tendance à écrire l'histoire de France selon la méthode allemande.
Cette hostilité à l'Allemagne induit une méfiance à l'égard de tout ce qui peut détourner la France de la Revanche ; en particulier, Maurras est opposé aux conquêtes coloniales de la Troisième République ; le nationalisme maurrassien n'est pas impérialiste et Maurras se décrira à Barrès, comme un « vieil adversaire de la politique coloniale ».
Par ailleurs, le nationalisme maurrassien n'est pas antibritannique ; Maurras s'inquiète ainsi de l'antibritannisme qui pourrait détourner de la Revanche. Maurras admire l'élan vital de l'Angleterre qui concilie sagement le cosmopolitisme et le « mieux défendu des nationalismes ». Il rappelle son goût ancien et très vif pour Shakespeare qu'en 1890, il avait nommé un « grand Italien », tant son œuvre est selon lui mue par la tradition latine et par Machiavel. Le peuple anglais lui apporte une image de ce que les Français ne sont plus, fiers dans leur roi d'être ce qu'ils sont : « C'est qu'en Angleterre les choses sont à leur place ». En liaison avec des intellectuels britanniques, il prônera contre l'Allemagne nationale-socialiste l’alliance avec l’Angleterre jusqu’à l’extrême limite du possible,,.

#### Un nationalisme antisémite
Charles Maurras hérite de la pensée de La Tour du Pin le principe de la lutte contre les États dans l'État et il l'applique à ce qu'il appelle les « quatre États confédérés » juif, protestant, franc-maçon et métèque (étranger), expression qu'il reprend cependant à Henri Vaugeois qui l'utilise en juin 1899 ; Maurras souhaite que l'État ne soit plus soumis à l'influence de ces « quatre États confédérés » qui défendraient leurs intérêts sur ceux de la nation.
Le problème juif est pour Maurras que « l'intérêt juif rentre fatalement en concurrence avec l'intérêt français » et que si la France dans un régime fédéraliste peut être une « fédération de peuples autonomes » dans le cadre des provinces, il ne peut en être autrement des Juifs qui n'ont pas de sol à eux en France et qui en possèdent de droit un hors de France en Palestine.
De fait, le discours antisémite n'est au moment de la naissance de l'Action française pas l'apanage des courants de pensée réactionnaires ou nationalistes. Mais Maurras et l'Action française en font un thème récurrent.
Maurras n'écrira pas de livre spécifique sur les Juifs, mais les attaquera régulièrement en recourant à la violence verbale. Ainsi, il déploya, avec ses principaux collaborateurs, une grande virulence, allant régulièrement – jusqu'à la menace de mort, notamment contre Abraham Schrameck, ministre de l'Intérieur, en 1925 (après l'assassinat de plusieurs dirigeants de l'Action française comme Marius Plateau) ou en 1936 contre Léon Blum, président du Conseil (« C'est en tant que Juif qu'il faut voir, concevoir, entendre, combattre et abattre le Blum. Ce dernier verbe paraîtra un peu fort de café : je me hâte d'ajouter qu'il ne faudra abattre physiquement Blum que le jour où sa politique nous aura amené la guerre impie qu'il rêve contre nos compagnons d'armes italiens. Ce jour-là, il est vrai, il ne faudra pas le manquer. (…) il conviendra que M. Blum soit guillotiné dans le rite des parricides : un voile noir tendu sur ses traits de chameau »).
L'antisémitisme d'État de Maurras occupe cependant une place modeste dans son œuvre selon Léon Poliakov qui évoque les « bons Juifs » qu'avait distingués Maurras par leur engagement dans la Grande Guerre, comme Pierre David et René Groos, Juif d'Action française, pour qui « la Monarchie, par le recours au Roi justicier et conciliateur, peut seule résoudre le problème juif ». Pour François Huguenin, il n'y a pas chez Maurras, ni dans l'ensemble de la rédaction de L'Action française, une plus grande hostilité à la communauté juive qu'aux protestants, et qui sous-tendrait un racisme fondamental. Charles Maurras eut des propos positifs sur des politiciens juifs comme Benjamin Disraeli.
Charles Maurras est conscient du problème éthique posé par l'antisémitisme biologique : en 1937, il affirme : « L'antisémitisme est un mal, si l'on entend par là cet antisémitisme de peau qui aboutit au pogrom et qui refuse de considérer dans le Juif une créature humaine pétrie de bien et de mal, dans laquelle le bien peut dominer. On ne me fera pas démordre d'une amitié naturelle pour les Juifs bien nés ». Lors de la promulgation du statut des Juifs, Charles Maurras insistera sur cette distinction entre « l'antisémitisme de peau » et « l’antisémitisme d'État » ; Maurras condamne l'antisémitisme racial et biologique et affirme que l'État ne doit en vouloir « ni à la foi religieuse des Israélites, ni à leur sang, ni à leur bien ». En 1941, il réaffirme la spécificité de son antisémitisme d'État : « On pose bien mal la question. Il ne s'agit pas de flétrir une race. Il s'agit de garder un peuple, le peuple français, du voisinage d'un peuple, qui, d'ensemble, vit en lui comme un corps distinct de lui […]. Le sang juif alors ? Non. Ce n'est pas quelque chose d'essentiellement physique. C'est l'état historique d'un membre du peuple juif, le fait d'avoir vécu et de vivre lié à cette communauté, tantôt grandie, tantôt abaissée, toujours vivace ». Dans sa Philosophie de l'antisémitisme, Michaël Bar Zvi affirme que Maurras avait compris les dangers du racisme et des mouvements de masse mais que « son erreur consiste dans l'idée que l'antisémitisme peut devenir une conception dépouillée de toute sentimentalité et de toute brutalité,. » De fait, Maurras prône pour les Juifs un statut personnel, la protection et la justice mais leur refuse l'accès aux fonctions publiques. Cet antisémitisme se veut moins grossier que d'autres, en condamnant les théories pseudo-scientifiques, et en rejetant la haine ordurière que l'on trouve chez Édouard Drumont et il se présente comme une construction plus rationnelle et apte à séduire un public bourgeois, sensible à la bonne conscience<.
Refusant le racisme et l'antisémitisme biologique, Charles Maurras reçut des témoignages de fidélité de juifs français, comme celui du sergent Pierre David que Maurras nommera le héros juif d'action Française. D'autres juifs deviendront des ligueurs d'Action française comme Marc Boasson, Georges et Pierre-Marius Zadoc, Raoul-Charles Lehman, le professeur René Riquier, les écrivains Louis Latzarus et René Groos. En 1914 le journal publie l'éloge funèbre d'Abraham Bloch, grand rabbin de Lyon, tué au cours de la bataille de la Marne.
Pour Maurras, l'antisémitisme est un instrument, un ressort dialectique et insurrectionnel, une idée à la fois contre-révolutionnaire et naturaliste, un levier qui permet de mobiliser les énergies contre l'installation de la démocratie libérale,.
Certains maurrassiens théorisent l'antisémitisme ; ainsi, Octave Tauxier, pour qui l'antisémitisme, en manifestant que les communautés d'intérêt existent, agissent et vivent pour leur compte, ruine par les faits la théorie révolutionnaire jacobine refusant l'homme de chair mais concevant un homme abstrait comme une unité raisonnable forçant sa nature rebelle aux groupements que seule la tradition rend stable ; quelques maurrassiens seraient indifférents à ce thème,.

#### Un nationalisme militariste et pacifiste
Le nationalisme d'Action française est à la fois militariste, c'est-à-dire pour le renforcement permanent de l'armée afin que dans l'éventualité d'une guerre, la nation soit victorieuse et souffre le moins possible, mais pacifiste, c'est-à-dire qu'économe du sang français, elle ne prône la guerre que si la France est en position de l'emporter et pour éviter un péril grave pour elle. L'Action française ne sera pas favorable au déclenchement des hostilités, ni en 1914, ni en 1939, la France n'étant pas prête pour gagner selon elle ; en revanche, elle prônera une intervention militaire en 1936 contre l'Allemagne afin d'empêcher qu'elle ne devienne dangereuse et conquérante. Pour l'Action française, ce ne sont pas les nationalismes qui sont fauteurs de guerre mais les impérialismes.
Le pacifisme d'Action française se traduit aussi par une hantise de la guerre civile qui pousse Maurras à prôner l'union sacrée, même autour de figures ne partageant pas ses idées, en 1914 comme en 1940 : le principe du compromis nationaliste et de l'union nationale en cas de crise, le pousseront ainsi à soutenir Georges Clemenceau puis Philippe Pétain.

### Originalités du nationalisme intégral

#### Traditionalisme, nationalisme et positivisme
La principale originalité de Maurras c’est qu’il a réalisé avec toutes les apparences de la rigueur la plus absolue, l’amalgame de deux tendances jusqu’alors bien distinctes : le traditionalisme contre-révolutionnaire et le nationalisme. Ses travaux ont particulièrement marqué la droite française, incluant l'extrême droite, succès dû au fait qu'il parvint à théoriser un très grand nombre des idées politiques défendues par les différentes familles politiques de droite en une seule et unique doctrine cohérente en apparence.
Sur le plan des institutions politiques, légitimiste dans sa jeunesse puis républicain fédéraliste, Maurras redevint royaliste (mais désormais partisan des Orléans) en 1896 par raisonnement politique : les rois ont fait la France, elle se défait depuis 1789. Partisan dès lors du duc d'Orléans puis de ses héritiers (le duc de Guise, puis le comte de Paris, vivant alors à l'étranger car concernés par la loi d'exil de 1886), il s'attacha à convertir l'Action française naissante, et créée par des républicains nationalistes, à l'idée royale et à rassembler en son sein les restes du royalisme traditionnel français, illustré notamment par le marquis de la Tour du Pin ou le général de Charette.
La synthèse entre les idées contre-révolutionnaires et le nationalisme (mais aussi le positivisme), initiée par le choc moral de la guerre de 1870 (qui convertit une partie des forces traditionalistes à l'idée nationale) et largement opérée par l'affaire Dreyfus (à partir de 1898), trouvera son aboutissement doctrinal dans le nationalisme intégral. S'il restera des courants politiques nationalistes non maurrassien (telles les diverses expressions du nationalisme jacobin, le nationalisme universaliste à la Péguy), le courant politique contre-révolutionnaire sera pour sa part totalement converti au « maurrassisme » après les ralliements des royalistes traditionnels (vers 1911).
Le nationalisme intégral aura donné un second souffle aux idées contre-révolutionnaires, en déclin au milieu des années 1893 après le ralliement des catholiques à la République, qu'il aura diffusées bien au-delà de ses milieux traditionnels (certaines régions de tradition contre-révolutionnaire, les milieux catholiques, l'aristocratie).
Personnellement agnostique jusqu'aux dernières années de sa vie (il se convertit alors au catholicisme), Maurras appréciait le rôle social et historique de la religion catholique dans la société française, notamment pour son rôle fédérateur. Sa vision « utilitariste » de l'Église catholique, en tant qu'institution servant les intérêts de la cohésion nationale, a facilité la convergence entre des catholiques fervents et des hommes plus éloignés de l'Église.

#### Différences avec le légitimisme et l'orléanisme
Même si Maurras prônait un retour à la monarchie, par bien des aspects son royalisme ne correspondait pas à la tradition monarchiste française orléaniste, ou à la critique de la Révolution de type légitimiste. Son antiparlementarisme l'éloignait de l'orléanisme et son soutien à la monarchie et au catholicisme étaient explicitement pragmatiques et non fondés sur une conception providentialiste ou religieuse caractéristique du légitimisme.
L'hostilité de Maurras à la Révolution se combinait avec une admiration pour le philosophe positiviste Auguste Comte dans laquelle il trouvait une contre-balance à l'idéalisme allemand et qui l'éloignait de la tradition légitimiste. Du comtisme, Maurras ne retient ni la théorie des trois âges, ni la religion du Grand Être, ni la filiation avec l'athéisme philosophique mais l'idée que l’Église catholique a joué un rôle bénéfique pour la civilisation, la société et l'homme indépendamment de l'affirmation personnelle de foi. Contrairement au royalisme légitimiste qui met en avant la providence divine, Maurras se borne à vouloir chercher les lois de l'évolution des sociétés et non ses causes premières qu'il ne prétend pas identifier.
Certaines intuitions de Maurras à propos du langage annoncent le structuralisme et se détachent de toute recherche métaphysique : « Ce qui pense en nous, avant nous, c'est le langage humain, qui est, non notre œuvre personnelle, mais l'œuvre de l'humanité, c'est aussi la raison humaine, qui nous a précédés, qui nous entoure et nous devance ».
D'autres influences incluant Frédéric Le Play lui permirent d'associer rationalisme et empirisme, pour aboutir au concept d'empirisme organisateur, principe politique monarchique permettant de sauvegarder ce qu'il y a de meilleur dans le passé.
Alors que les légitimistes rechignaient à s'engager vraiment dans l'action politique, se retranchant dans un conservatisme catholique intransigeant et une indifférence à l'égard du monde moderne considéré comme mauvais du fait de sa contamination par l'esprit révolutionnaire, Maurras était préparé à s'engager entièrement dans l'action politique, par des manières autant orthodoxes que non orthodoxes (les Camelots du roi de l'Action française étaient fréquemment impliqués dans des bagarres de rue contre des opposants de gauche, tout comme les membres du Sillon de Marc Sangnier). Sa devise était « politique d'abord ».

## Place dans l'histoire des idées politiques

### Raisons d'une influence majeure sur la première moitié duXXesiècle
Trois raisons sont mises en avant pour expliquer le rayonnement du nationalisme intégral :
- le nationalisme intégral se présente comme un ensemble parfaitement cohérent ; c'est, avec le marxisme, la seule doctrine s’offrant aux esprits soucieux de rigueur et ennemis de l’opportunisme ; d'après l'historien Alain-Gérard Slama, l'efficacité de Maurras tient justement dans le rassemblement intellectuellement ordonné d'idées provenant de divers courants de droite alors que les familles politiques de droite étaient jusqu'alors caractérisées par leur seule opposition à la gauche ;
- le nationalisme intégral est une doctrine d’opposition radicale qui peut séduire ceux qui éprouvent un profond dégoût pour le monde dans lequel ils sont condamnés à vivre ;
- le nationalisme intégral est défendu par des revues de grande qualité sur le plan intellectuel ; l'incontestable qualité littéraire de L'Action française, son intérêt apporté au cinéma, la densité, la liberté de ton et de goût de ses pages critiques, la confiance faite à de très jeunes gens comme Boutang, Maulnier, Brasillach contribuent au succès d'un quotidien dont Marcel Proust disait en 1920 qu’il lui était impossible d’en lire un autre.

### Influences en France
La synthèse maurrassienne fera école en France et se diffusera à l'étranger. En France, elle exercera une influence majeure sur les milieux intellectuels et étudiants (facultés de droit, de médecine etc.) des années 1910 et 1920 pour atteindre un certain apogée en 1926, avant la condamnation pontificale. À titre d'exemple, le courant maurrassien exerce ainsi « son attraction sur les esprits les plus divers : de Bernanos à Jacques Lacan, de T. S. Eliot à Georges Dumézil, de Jacques Maritain à Jacques Laurent, de Thierry Maulnier à Gustave Thibon, de Maurice Blanchot à Claude Roy, jusqu’à Charles de Gaulle ». De nombreux auteurs ou hommes politiques ont subi l'influence de Maurras et du nationalisme intégral sans nécessairement se réclamer de lui.
En 1908, année de la fondation du quotidien L'Action française, les jeunes intellectuels maurrassiens se regroupaient autour de la Revue critique des idées et des livres, qui fut jusqu'en 1914 la grande rivale de la NRF d'André Gide. La revue défendait l'idée d'un « classicisme moderne », s'ouvrait aux théories nouvelles (Henri Bergson, Georges Sorel etc.) et formait une nouvelle génération de critiques et d'historiens. Pendant l'entre-deux-guerres, l'expérience de la Revue Critique se poursuivit dans un grand nombre de revues : Revue universelle, Latinité, Réaction pour l'ordre, La Revue du siècle, etc.
Le démocrate-chrétien Jacques Maritain était aussi proche de Maurras avant la condamnation du pape et critiqua la démocratie dans l'un de ses premiers écrits, Une opinion sur Charles Maurras ou Le Devoir des Catholiques.
Chez les psychanalystes, Élisabeth Roudinesco a montré que Maurras a constitué une étape dans la genèse de la pensée de Jacques Lacan, qui rencontra personnellement Maurras, participa à des réunions d’Action française et trouva chez son aîné un certain héritage positiviste : l’idée que la société se compose davantage de familles que d’individus, l’insistance sur la longue durée au détriment de l’événement occasionnel, l’inanité des convulsions révolutionnaires et l’importance primordiale du langage : « Partant de Maurras, il arrivait ainsi à Freud, pour rappeler […] combien la tradition, malgré les apparences, pouvait favoriser le progrès ». Il faut également citer Édouard Pichon, le maître de Françoise Dolto, qui dans les années 1930 fera de la pensée maurrassienne l’axe de son combat pour la constitution d’un freudisme français.
Chez les libéraux, Daniel Halévy et Pierre Lasserre ont subi le pouvoir d'attraction politique et philosophique du maurrassisme alors qu'a priori, leur héritage politique ne les prédisposait pas à être séduits par un penseur contre-révolutionnaire.
Dans les milieux littéraires, le climat patriotique de la Première guerre mondiale, le prestige de Maurras et la qualité de son quotidien firent qu'Henri Ghéon, Alfred Drouin, Marcel Proust, André Gide, Augustin Cochin, Auguste Rodin et Guillaume Apollinaire lisent tous L'Action française. Anna de Noailles pria Maurras de croire à ses sentiments de profonde admiration. Les années 1920 correspondaient à l'apogée littéraire de Maurras avec une force d'attraction dont Jean Paulhan témoigna : « Maurras ne nous laisse pas le droit en politique d'être médiocres ou simplement moyens ». L'apogée littéraire se traduit par le portrait que publie Albert Thibaudet dans la série « Trente ans de vie française » à la NRF, où Les Idées de Charles Maurras précèdent La Vie de Maurice Barrès et Le bergsonisme. Cette monographie est un livre important puisqu'en formulant objections et réserves, il éclaire la partie supérieure de la pensée et de l'œuvre de Maurras, celle qui sort du poids du quotidien et échappe au discours partisan et polémique.
Après la Première Guerre mondiale, il reçoit en abondance des lettres pleines de respect et d'admiration d'Arnold van Gennep, Gabriel Marcel, René Grousset, Colette, Marguerite Yourcenar, Henry de Montherlant, Charles Ferdinand Ramuz, Paul Valéry ; le jeune Malraux écrit une notice pour la réédition de Mademoiselle Monck et exprime son envie de rencontrer Maurras ,.
Maurras eut une forte influence parmi les étudiants et la jeunesse intellectuelle de l'entre-deux-guerres. Quand Jean-Baptiste Biaggi, futur compagnon de De Gaulle, accueille Maurras au nom des étudiants en droit de Paris, il a autour de lui Pierre Messmer, Edgar Faure, Edmond Michelet, et parmi les Camelots du Roi, on compte François Périer et Michel Déon. Maurras reçoit des témoignages d'admiration de Pierre Fresnay et Elvire Popesco et est entouré par les jeunes Raoul Girardet, François Léger, François Sentein, Roland Laudenbach et Philippe Ariès. Maurras aime s'entourer de jeunes dont il pressent le talent, et il prend pour secrétaires particuliers Pierre Gaxotte et Georges Dumézil, l'un le jour et l’autre la nuit.

### Influences à l'étranger
Maurras et l'Action française ont exercé une influence sur différents penseurs se réclamant d'un nationalisme se voulant contre-révolutionnaire et chrétien dans le monde.
Au Royaume-Uni, Maurras fut suivi et admiré par des écrivains et philosophes et eut plusieurs correspondants britanniques, universitaires et directeurs de revue. En 1917, il fut sollicité par Huntley Carter du New Age et de The Egoist,. Plusieurs de ses poèmes furent traduits et publiés là-bas, et Maurras eut de nombreux lecteurs parmi les High Church de l'anglicanisme et les milieux conservateurs. On compte parmi ses lecteurs T. S. Eliot et T.E. Hulme. Eliot trouva les raisons de son antifascisme chez Maurras : son antilibéralisme fut traditionaliste, au bénéfice d’une certaine idée de la monarchie et de la hiérarchie. Music within me, qui reprend en traduction les pièces principales de La Musique intérieure paraîtra en 1946, sous la houlette du comte G.W.V. Potcoki de Montalk, directeur et fondateur de la The Right Review,. La condamnation de 1926 eut ainsi des effets en détournant du catholicisme des partisans de la High Church, déçus par le juridisme romain : la conversion de T. S. Eliot à l’anglicanisme, l’éloignement du catholicisme de personnalité comme Ambrose Bebb sont liés à cet événement. Eliot inséra dans son poème Coriolan une citation en français de L’Avenir de l’intelligence qu’il tenait pour un maître livre pour sa satire des honneurs officiels.
Au Mexique, Jesús Guiza y Acevedo, surnommé « le petit Maurras », et l'historien Carlos Pereyra (es) furent inspirés par Maurras.
En Espagne, il existe un mouvement proche de l'Action française, Action espagnole, et sa revue, Acción Española.
Au Pérou, le marquis de Montealegre de Aulestia fut influencé par Maurras. Ce grand penseur réactionnaire péruvien, admiratif de sa doctrine monarchique, le rencontra en 1913.
En Argentine, le militaire argentin Juan Carlos Onganía, tout comme Alejandro Agustín Lanusse, avaient participé aux Cursillos de la Cristiandad, ainsi que les Dominicains Antonio Imbert Barrera (es) et Elías Wessin y Wessin (es), opposants militaires à la restauration de la Constitution de 1963.
Au Portugal, António de Oliveira Salazar gouverna le pays de 1932 à 1968 et admirait Maurras. Même si Salazar n'était pas monarchiste, il fit part de ses condoléances à la mort de Maurras en 1952.
Le nationalisme intégral a parfois été considéré comme une des sources d'inspiration du régime de Salazar au Portugal ou encore celui de Francisco Franco en Espagne. Les dirigeants de ces régimes respectaient Maurras mais se réclamaient pas de lui en ne mettant pas en place un système fédéraliste ou royaliste.

## Le nationalisme intégral et les totalitarismes
Charles Maurras, dans sa réflexion centrée sur la France, n'a jamais pris la peine de réfuter les expériences politiques étrangères, ce qui vaut pour le communisme comme pour le fascisme, et l'Action française s’accommodera pour l'étranger de régimes dont elle ne voudrait pas pour la France. Il n'a donc pas laissé d'ouvrage comparant sa doctrine, le nationalisme intégral, et d'autres philosophies politiques, en particulier les doctrines prônant un État totalitaire. Maurras ne s'est pas intéressé au communisme et a critiqué l'évolution du fascisme vers l'étatisme et le totalitarisme. Ses critiques les plus virulentes, il les réserva au national-socialisme.

### Nationalisme intégral et fascisme
Pour François Huguenin, comprendre la position de Maurras face au fascisme nécessite de prendre en compte trois ordres de préoccupation autonomes parfois confondus : celui de la politique extérieure, celui de l'idéologie et celui de la réussite révolutionnaire.
Sur le plan de la politique extérieure, Maurras ne cessera de prôner face au péril allemand une union latine englobant la France, l'Italie, l'Espagne et le Portugal. En 1935, Maurras s'opposera aux sanctions contre le régime fasciste pour empêcher de pousser Mussolini à s'allier avec Hitler, alors que Mussolini souhaitait initialement contrer l'expansion du national-socialisme en liaison avec les alliés de l'Italie pendant la Première Guerre mondiale comme la France. L'idéologie ne dicte pas cette volonté d'alliance orientée contre l'Allemagne, ce qui explique la discrétion des critiques de Maurras contre le fascisme italien, qui sont pourtant contenues dans l'anti-étatisme de Maurras.
Sur le plan idéologique, Maurras met en garde contre une trop grande admiration de Mussolini et sa position évolue avec l'évolution du fascisme. Au tout début du fascisme, avant le développement de l'étatisme et la théorisation par le fascisme du totalitarisme, Maurras souligne la parenté entre certaines de ses idées et celles du mouvement de Mussolini ; mais dès 1928, il écrit : « C'est la naïveté courante. Ceux qui la formulent et la propagent innocemment ne se rendent pas compte qu'une action d'ordre et de progrès comme celle du fascisme italien suppose une base solide et stable, que la Monarchie fournit et qu'un certain degré d'aristocratie, ou, si l'on veut, d'antidémocratie doit encore la soutenir ». Comme Massis, Maurras s'inquiétera des lois scolaires du fascisme. Quand en 1932, Mussolini déclare qu'« en dehors de l'État, rien de ce qui est humain ou spirituel n'a une valeur quelconque », Maurras dénonce une conception aux antipodes de sa pensée : rappelant le double impératif de « fortifier l'État » et d'« assurer la liberté des groupes sociaux intermédiaires », il réaffirme combien les partisans du nationalisme intégral ne sont pas étatistes.
Sur le plan de la réussite révolutionnaire et de la technique de la prise de pouvoir, les maurrassiens seront impressionnés par la capacité du fascisme à mettre fin au « désordre démocratique libéral ».
Selon François Huguenin, le souci de ménager l'Italie pour éviter qu'elle ne s'engage militairement avec l'Allemagne et l'admiration de la réussite d'un coup de force tranchant avec l'impuissance des nationalistes français expliquent la faible insistance à souligner les divergences importantes avec le fascisme italien. Ainsi, c'est le disciple de Charles Maurras, Thierry Maulnier, qui dénoncera le fascisme en multipliant dans le quotidien de Maurras ou dans d'autres publications les écrits contre le fascisme, « ce collectivisme autoritaire, religieux, total et désolant » et la « civilisation française ». De façon générale, de nombreux maurrassiens ont affirmé que la pensée de Maurras les avait prémunis de l'attraction du fascisme. Dans les années 1990, Raoul Girardet dira : « Même ébréchée, la doctrine maurrassienne constituait à cet égard une barrière solide : la conception totalitaire de l'État et de la société lui était complètement étrangère ».

### Nationalisme intégral et national-socialisme
Maurras développe une série d'arguments contre le national-socialisme dès son èmergence. Ces arguments se situent à plusieurs niveaux.
Dès 1922, Maurras a des informations précises sur Adolf Hitler en provenance d'un agent secret à Munich par le président Raymond Poincaré. Dès lors, s'il dénonce le pangermanisme de la classe politique allemande de la république de Weimar, comme celui de Gustav Stresemann, favorable à l'Anschluss, Maurras attire régulièrement l'attention de ses lecteurs sur les dangers propres du national-socialisme. Ainsi, en 1924, il dénonce la déroute des Wittelsbach au profit du « racisme antisémite » du Parti nazi et le « rapide accroissement du bloc dit raciste sorti de terre en quelques mois et fondé ou échafaudé sur de vieilles imaginations périmées avec sa philosophie abracadabrante de la Race et du Sang. » Maurras écrit à propos du nazisme : « l’entreprise raciste est certainement une folie pure et sans issue ».
Maurras précise sa critique métaphysique du nazisme en soulignant les fondements fichtéens et dénonce l’image de l’homme allemand défini par Johann Gottlieb Fichte, initiateur du narcissisme originel et fondamental dans lequel Hitler se retrouve. Maurras insiste sur l'horreur fichtéenne d'Hitler pour le fédéralisme, sa démagogie métaphysique et son déisme à la Robespierre. Maurras est un des rares à souligner la dimension et l’inversion théologique du nazisme et son imitation caricaturale et perverse d’Israël et voit comme Alain Besançon le national-socialisme procéder à une contrefaçon fichtéenne de la notion de peuple élu. Dès le début des années 1930, Maurras et l'Action française mettent en garde contre le messianisme du nationalisme allemand, dont le national-socialisme est l'expression et qui accomplira jusqu'à la folie la logique dominatrice.
La critique de Maurras du national-socialisme est fondée aussi sur le fait que celui-ci est, selon lui, un aboutissement logique du rousseauisme et de la démagogie démocratique. Dans De Demos à César, il analyse l’évolution des régimes contemporains et discerne les liens de continuité entre la société démocratique et les tyrannies bolcheviques ou nazies, le prolongement que le despote moderne fournit au moi rousseauiste, en absorbant l’individu dans la collectivité.
Bien qu'agnostique, Maurras défend la civilisation catholique et perçoit dans le nazisme un ennemi du catholicisme et de ses valeurs. Lorsque le pape Pie XI promulgue Mit brennender Sorge le 25 mars 1937, Maurras approuve avec enthousiasme et précise sa position : « Tous les esprits impartiaux qui ont étudié le nationalisme français, même intégral, surtout intégral, savent combien il est profondément hostile à ce que l'Encyclique d'hier appelle « la théorie du sol et du sang », théorie métaphysique, bien entendu, qui substitue aux relations normales et objectives des hommes, au jeu naturel des apports collectifs nationaux et professionnels, une distribution toute subjective fondée sur les races et sur les climats, dérivée du principe que l'Homme allemand (« all-mann ») est l'Homme par excellence, le tout de l'Homme, et de ce que Luther incarna cet Homme dans l'histoire politique et dans l'histoire des religions ». Les maurrassiens dénonceront le national-socialisme à la lumière d'une critique plus générale de l'esprit allemand.
Sa critique du national-socialisme est aussi une critique implicite du totalitarisme. C’est la nation que Maurras défend et pas l’idolâtrie de son État : « un nationalisme n’est pas un nationalisme exagéré ni mal compris quand il exclut naturellement l’étatisme ». Il discerne dans le totalitarisme une usurpation de l’État sur la société : « Quand l’autorité de l’État est substituée à celle du foyer, à l’autorité domestique, quand elle usurpe les autorités qui président naturellement à la vie locale, quand elle envahit les régulateurs autonomes de la vie des métiers et des professions, quand l’État tue ou blesse, ou paralyse les fonctions provinciales indispensables à la vie et au bon ordre du pays, quand il se mêle des affaires de la conscience religieuse et qu’il empiète sur l’Église, alors ce débordement d’un État centralisé et centralisateur nous inspire une horreur véritable : nous ne concevons pas de pire ennemi ».
Maurras s’inquiète de ce que certains pourraient voir dans l’Allemagne un rempart contre le communisme et y voit un piège politique : « Les cornichons conservateurs […] qui prendraient Hitler pour un sauveur de l’ordre – de l’ordre français - sont certainement coupables d’un crime devant l’esprit au moins égal à celui de nos moscoutaires ». Il note même que « l’intrigue hitlérienne est plus dangereuse que celle des Soviets ». En avril 1936, Maurras dénonce le péril national-socialiste et le déclare même pire pour la France que le péril communiste : « Hitler est encore notre ennemi numéro 1. Moscou est bien moins dangereux ».
Maurras dénonce Hitler, qu'il appelait le « chien enragé de l'Europe », puisque son idéologie est porteuse de barbarie ; il s’en prend à la presse, qui « travaille à créer pour cette gloire de primate, un cercle de respect béant et d’inhibition ahurie à l’égard du dictateur walkyrien ». Face à la barbarie nazie, Maurras écrit : « Ce ne peut être en vain que la France a été pendant des siècles la civilisatrice et l’institutrice du monde. Elle a le devoir de ne pas renoncer à ce rôle ». Hitler prépare la « barbarisation méthodique » de l'Europe.
Il alerte les Français sur l'eugénisme : « Le 1er janvier 1934, une certaine loi sur la stérilisation est entrée en vigueur ; si elle joue contre l’indigène du Reich, croit-on que l’étranger s’en défendra facilement ? »,. Afin de mettre en garde les Français sur ce qui les attend, il réclame une traduction non expurgée de Mein Kampf ; certains passages laissant prévoir les ambitions hitlériennes avaient été censurés dans la version française.
Le 11 mai 1940, un message en caractères énormes ouvre le journal : « Le “chien enragé” de l’Europe. Les hordes allemandes envahissent la Hollande, la Belgique, le Luxembourg. » Maurras écrit : « Nous avons devant nous une horde bestiale et, menant cette horde, l’individu qui en est la plus complète expression. Nous avons affaire à ce que l’Allemagne a de plus sauvagement barbare, c’est-à-dire une cupidité sans mesure et des ambitions que rien ne peut modérer. […] Nul avenir ne nous est permis que dans le bonheur des armes ».

## Autres usages
Selon d'autres usages, le nationalisme intégral est une variante démocratique du solidarisme, comme le corporatisme. Les nationalistes intégraux pensent que la société doit disposer d'une hiérarchie sociale mais que les différentes classes sociales doivent collaborer entre elles.
Souvent perçu par ses adversaires comme la croyance en un conservatisme du sang et de la terre, le nationalisme intégral affirme que la meilleure institution politique possible pour une nation donnée dépend de son histoire, de sa culture et de son environnement humain. Le nationalisme intégral ne soutient pas l'existence d'une Église nationale (Érastianisme).
Ses adversaires soutiennent aussi que le nationalisme intégral a souvent des points d'intersection avec le fascisme, surtout en Amérique latine, bien qu'il existe de nombreux points de désaccord profond entre les deux mouvements, au premier rang desquels l'insistance des nationalistes intégraux sur le localisme, ou la décentralisation du pouvoir.